# Armand Lefebvre
Pour les articles homonymes, voir Lefebvre.
Édouard-Armand Lefebvre, né le 24 avril 1800 à Paris et mort le 1er septembre 1864 au manoir de la Comerie (Asnières-sur-Oise), est un diplomate et historien français.

## Biographie
Fils de l'historiographe, bibliothécaire et diplomate Pierre-Édouard Lefebvre (1769-1828), qui est anobli par le roi Charles X en 1826, et de Mélanie Tissot, Armand Lefebvre épouse sa cousine, Louise Lefebvre, fille du général Charles-Stanislas Lefebvre et petite-nièce de Mgr Pierre Pigneau de Behaine. Ils seront les parents d'Édouard Lefebvre de Béhaine.
Lefebvre entre dans la diplomatie sous la Restauration et débute aux archives du ministère des Affaires étrangères. Il est écarté après la révolution de Juillet 1830.
Il retrouve une fonction après la chute de la Monarchie de Juillet et est nommé ministre plénipotentiaire en 1850, puis ambassadeur en Allemagne de 1851 à 1853. Il est nommé conseiller d'État en 1852.
Il devient directeur des affaires politiques puis du contentieux au quai d'Orsay.
Il est élu membre de l'Académie des sciences morales et politiques en 1855 et est commandeur de la Légion d'honneur.

## Publications
- Histoire des cabinets de l'Europe pendant le Consulat et l'empire T. 1, Du 18 brumaire jusqu'à l'établissement de l'empire : écrite avec les documents réunis aux archives des affaires étrangères 1800 - 1815 (1845)
- Histoire des cabinets de l'Europe pendant le Consulat et l'Empire... II, De 1800 à 1806 ; précédée d'une notice par M. de Sainte-Beuve et complétée par M. Ed. Lefebvre de Béhaine (1866)
- Histoire des cabinets de l'Europe pendant le Consulat et l'Empire... III, De 1806 à mai 1808 ; précédée d'une notice par M. de Sainte-Beuve et complétée par M. Ed. Lefebvre de Béhaine (1866)
- Histoire des cabinets de l'Europe pendant le Consulat et l'Empire... IV, De mai 1808 au 14 octobre 1809 ; précédée d'une notice par M. de Sainte-Beuve... complétée par M. Ed. Lefebvre de Béhaine (1868)
- Histoire des cabinets de l'Europe pendant le Consulat et l'Empire... V, Du 14 octobre 1809 au 16 août 1813 ; précédée d'une notice par M. de Sainte-Beuve, complétée par M. Ed. Lefebvre de Béhaine (1866-1869)

## Sources
- Alfred Mézières, Lettres, sciences, arts : Encyclopédie universelle du XXe siècle, Volume 8, 1907
- René Brouillet, "Edouard Lefebvre de Béhaine, son père et son grand- père : une lignée de diplomates au service de la France au XIXe siècle", in Histoire de l'administration française. Les Affaires Étrangères et le Corps diplomatique français, t. II, 1984